# Giovanni Tonoli
Giovanni Tonoli (nascido em 22 de abril de 1947) é um ex-ciclista italiano. Ele competiu nos 100 km contrarrelógio por equipes, prova realizada durante os Jogos Olímpicos de 1972.